# Општина Кањижа
Општина Кањижа је једна од општина у Републици Србији. Налази се у АП Војводина и спада у Севернобанатски округ. По подацима из 2004. општина заузима површину од 399 km² (од чега на пољопривредну површину отпада 35.219 ha, а на шумску 433 ha).
Седиште општине је градско насеље Кањижа. Општина Кањижа се састоји од 13 насеља. Према подацима са последњег пописа 2022. године у општини је живео 20.141 становник (према попису из 2011. било је 25.343 становника). У општини се налази 10 основних и 1 средња школа.

## Насељена места
Општину Кањижа чини 13 насеља:
| - Адорјан - Велебит - Долине - Војвода Зимонић - Кањижа - Мале Пијаце - Мали Песак | - Мартонош - Ново Село - Ором - Тотово Село - Трешњевац - Хоргош |

## Етничка структура
Сва насељена места имају већинско мађарско становништво сем Велебита, који има српску већину.
| Састав становништва – општина Кањижа | Састав становништва – општина Кањижа | Састав становништва – општина Кањижа | Састав становништва – општина Кањижа |
| ------------------------------------ | ------------------------------------ | ------------------------------------ | ------------------------------------ |
|                                      | 2022.                                | 2011.                                | 2002.                                |
| Укупно                               | 20.141 (100,00%)                     | 25.343 (100,00%)                     | 27.510 (100,00%)                     |
| Мађари                               | 16.740 (83,11%)                      | 21.576 (85,14%)                      | 23.802 (86,52%)                      |
| Срби                                 | 1.443 (7,16%)                        | 1.830 (7,22%)                        | 2.037 (7,40%)                        |
| Роми                                 | 825 (4,09%)                          | 596 (2,35%)                          | 530 (1,92%)                          |
| Остали                               | 1.133 (5,62%)                        | 1.161 (4,58%)                        | 1.141 (4,14%)                        |